# Галицький Семен Георгійович
Галицький Семен Георгійович (15 лютого 1891, с. Нова Жучка Герцогства Буковина (нині у складі Чернівців) — 16 грудня 1955, Красноярський край, РФ) — політичний діяч, журналіст. Закінчив 2-гу державну цісарсько-королівську гімназію у Чернівцях у 1911 р. У роки Першої світової війни перебував у лавах австрійської армії, після розпаду Австро-Угорської монархії — української галицької армії. Під час окупації Галичини переїхав до Чехословаччини, навчався у Празькому університеті. 1926 року повернувся на Буковину. Активно виступав з промовами на зборах і мітингах, друкував антиокупаційні матеріали, розповсюджував серед населення політичну літературу. Семен сприяв заснуванню Партії українських робітників Румунії «Визволення» та її газети «Борець».

## Біографія

### Дитинство і юність
Народився 3 лютого (за старим стилем), а 16 лютого (за новим) 1891 рокуу селі Нова Жучка під Чернівцями в сім'ї сільського шевця. Крім старшого Семена, у родині було ще шестеро дітей — три хлопці і три дівчини. Незважаючи на постійні нестатки, батько зумів дати синові середню освіту.
Після закінчення в 1902 році сільської початкової школи, Семен того ж року вступає до 2-ї державної цісарсько-королівської гімназії в Чернівцях, котру закінчує 1911 року.
Навчаючись у гімназії, Семен захоплюється творами історика Драгоманова М. П., книгами Франка І. Я., Шевченка Т. Г., проникається революційними ідеями К.Маркса і Г. В. Ф. Гегеля і згодом вступає в Буковинську радикальну партію, яка виникла 1906 року й складалася переважно з учителів та молодих інтелігентів, що вийшли з села.

### Партійна діяльність
Радикали стояли в опозиції до Української національно-демократичної партії. В своїй програмі вони писали, що партія "стоїть на основі соціалізму і бореться за усунення всякого визиску праці, за забезпечення масам українського народу вільно розпоряджатися землею і всіма засобами продукції.
Партія домагалася вільного самоуправління для українського народу та всіх інших політично поневолених народів,виступала за усунення мілітаризму і об’єднання всіх народів для спільної праці.

### Воєнні роки
Початок імперіалістичної війни застає Семена Галицького в австрійській армії. Він служив обер-лейтенантом в артилерійських частинах і деякий час навіть - ад’ютантом у Вільгельма Габсбурга. Після розпаду Австро-Угорської монархії він стає поручиком  Української галицької армії (жовтень 1918 року). Армія вела бої проти польських військ, а потім  - проти Червоної армії. На початку 1920 року окремі її бригади перейшли на бік Червоної армії, Семен Галицький стає командиром батареї гаубиць 1-ї бригади Української галицької армії.
У 1920 році перебуває у Одесі , де старшини армії проходили фільтрацію, в квітні-травні 1920 року С.Галицького відкликають до Харкова в розпорядження Галицького організаційного комітету, який очолював Фелікс Кон. Тут Семен вступає в групу співчуваючих КП(б)У і згодом його направляють в Галичину співробітником Галицького революційного комітету під керівництвом В.П. Затонського . 
Саме тут Галицький працює для встановлення і зміцнення радянської влади в містах і селах Західної України. Але 10 вересня 1920 року постановою ЦК КПГ Компартія Галичини була тимчасово розпущена. Галицький вибув з партії.
В цей час польські війська перейшли в наступ. Семен Георгійович перебирається на Буковину, що була окупована військами королівської Румунії. 

### Життя в еміграції
Побувши деякий час дома, біля батьків, він восени 1920 року їде до Чехословаччини і вступає на юридичний факультет Українського вільного університету. 
В 1921 році радянська країна зазнає небачений голод. Понад 23 млн. громадян Поволжя, Криму, степових губерній України лишилися без хліба. Іноземні держави, намагалися допомогти голодуючим. Семен Галицький також організував допомогу. Разом із Українського комітету в Чехословаччині, на 10 серпня 1922 року заходами комітету було зібрано 68821 чеську крону і 45 доларів. З цих грошей 45 доларів було витрачено на харчові продукти, які вони надіслали Академії наук України, а решта коштів було витрачено на закупівлю харчових продуктів та ліків, які потім були надіслані голодуючим Запорізької губернії, а також дітям-сиротам галичанських біженців та деяким українським культурним діячам.
У 1922-1923 роках Семен Галицький очолює українську студентську організацію “Централя допомоги українському студентству” в Празі. 
В 1924-му він 4 місяці працює у видавництві при Українському вільному університеті. У Чехословаччині Семен знайомиться з видатним діячем КПЗУ Федором Беєм-Орловським, який також входив до української академічної громади, був членом комуністичного гуртка, і в кінці 1925 року вступає в члени празької групи КПЗУ.
В березні 1925 року у Відні “гурток буковинських емігрантів та дехто зі студіюючої за кордоном молоді заснували організаційний комітет” . До нього ввійшли С.Ю. Гуцуляк, Д.Д. Хемічук, Г.Ф. Піддубний-Толмачов та інші Майже одночасно виникає буковинський комітет і в Празі, куди входили студенти-буковинці, що навчалися в чехословацькій столиці. 
Навесні 1926 року Федір Бей-Орловський зв’язує Семена Галицького з представництвом Компартії Румунії у Відні, Галицький оформляє своє членство в партії, одержує гроші та паспорт і за дорученням балканської федерації Комінтерну в кінці квітня 1926-го їде для партійної роботи на Буковину. 

### Повернення на Буковину
На Буковині Галицький налагодив зв’язки з Центральним комітетом Комуністичної партії Буковини, який  час очолював Володимир Васильович Гаврилюк. Деякий час Семен Галицький жив у Садгорі і працював приватним службовцем, а потім перейшов працювати у редакцію газети “Боротьба”. Поновивши своє членство в Соціал-демократичній партії, неофіційно входив до складу редакції та працював заступником редактора.Товаришував із Іваном Стасюком, з яким близько 6 років працювали пліч -о-пліч і зробили великий внесок для розгортання революційного руху на Буковині.

## Дивитись також
- Хвиля Андрій Ананійович
- Гаврилюк Микола Васильович
- Івасюк Микола Іванович